# Herb Jaffe
Herb Jaffe (né le 20 mai 1921 à New York et mort le 7 décembre 1991 à Beverly Hills) est un producteur de cinéma américain indépendant.

## Biographie
Il est né à Brooklyn, à New York.
Il a commencé sa carrière en tant qu'agent littéraire, travaillant pour des clients comme Paddy Chayefsky, Reginald Rose ou Joseph Heller. Il a ensuite obtenu un poste à United Artists, avant de devenir responsable de la distribution dans le monde entier pour le studio.
Il est devenu producteur dans les années 1970 : il a produit seize films, dont quatre en tant que producteur exécutif.
Il met une option sur les droits d'adaptation de Blade Runner au début des années 1970 mais le scénario qu'a rédigé son fils Robert déplaît fortement à Philip K. Dick, l'auteur du livre qui a inspiré le film. Celui-ci raconte que Robert Jaffe était venu le voir pour discuter du projet et que, dès sa descente de l'avion, la première chose que Dick lui avait dite était « est-ce que je te passe à tabac ici à l'aéroport, ou est-ce que je devrais attendre qu'on soit rentré à mon appartement ? ».
Il est mort d'un cancer à Beverly Hills, en Californie. Son fils Steven-Charles Jaffe (en) est également producteur.

## Filmographie
Sauf indication contraire, les films dont l'article français est inexistant sont indiqués par leur titre original.
- 1975 : Le Lion et le Vent
- 1977 : Génération Proteus
- 1978 : Les Guerriers de l'enfer
- 1979 : C'était demain
- 1980 : Nuits de cauchemars (producteur exécutif)
- 1980 : Those Lips, Those Eyes (producteur exécutif)
- 1982 : Jinxed!
- 1983 : La Loi des Seigneurs (titre français)
- 1985 : Little Treasure
- 1985 : Vampire, vous avez dit vampire ?
- 1987 : Three for the Road (en)
- 1987 : Maid to order
- 1987 : Dudes
- 1987 : Le Volcryn (producteur exécutif)
- 1988 : Remote Control (en) (producteur exécutif)
- 1988 : Vampire, vous avez dit vampire ? 2